# George Campbell

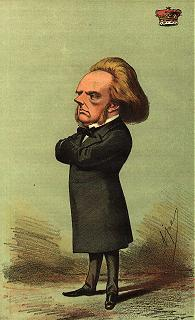
Karykatura z Vanity Fair

George John Douglas Campbell, 8. książę Argyll i 1. książę Argyll KG, KT (ur. 30 kwietnia 1823 w zamku Ardencaple, zm. 24 kwietnia 1900 w zamku Inveraray) – brytyjski arystokrata, polityk i naukowiec, członek Partii Liberalnej, minister w rządach lorda Aberdeena, lorda Palmerstona, lorda Russella i Williama Ewarta Gladstone’a.

## Życiorys
Był najstarszym synem Johna Campbella, 7. księcia Argyll, i Joan Glassel, córki Johna Glassela. Wykształcenie odebrał w Eton College, na Uniwersytecie St Andrews oraz w Trinity College na Uniwersytecie Cambridge. Po śmierci ojca w 1847 r. odziedziczył tytuł 8. księcia Argyll i zasiadł w Izbie Lordów. Wcześniej był tytułowany markizem Lorne. W 1892 r. otrzymał dodatkowo tytuł 1. księcia Argyll w parostwie Zjednoczonego Królestwa. Był kawalerem Orderu Podwiązki (1884) i Orderu Ostu (1856). Był kanclerzem Uniwersytet St Andrews w latach 1851–1900 i rektorem Uniwersytetu Glasgow w latach 1854–1856. Od 1862 r. był Lordem Namiestnikiem Argyllshire.
Szybko dał się poznać jako znakomity mówca. Swoją pierwszą mowę w parlamencie wygłosił podczas debaty o ustawie nadającej równe prawa Żydom. Pisał również pamflety na temat sytuacji Kościoła Szkocji. W 1852 r. został Lordem Tajnej Pieczęci. W latach 1855–1858 był poczmistrzem generalnym. W latach 1859–1866 ponownie był Lordem Tajnej Pieczęci. W 1868 r. został ministrem ds. Indii i pozostał na tym stanowisku do upadku liberalnego rządu w 1874 r. W tym czasie, wbrew opinii władz kolonii, odmówił udzielenia wsparcia szachowi Afganistanu. Szer Ali Chanowi, w walce z Rosjanami, co w najbliższym czasie doprowadziło do wybuchu II wojny brytyjsko-afgańskiej.
W 1880 r. po raz trzeci został Lordem Tajnej Pieczęci. Zrezygnował w 1881 r. w proteście przeciwko poparciu premiera Gladstone’a dla autonomii Irlandii. Kiedy w 1886 r. Gladstone przedstawił Home Rule Bill, Argyll zerwał z Partią Liberalną, ale nie przeszedł do Partii Liberalno-Unionistycznej.
Książę Argyll prowadził również działalność naukową. Zaliczał się do grona największych krytyków teorii ewolucji Charlesa Darwina. Pisywał również na tematy ekonomiczne. Był geologiem-amatorem i członkiem Towarzystwa Królewskiego (od 1851 r.).

## Rodzina
31 lipca 1844 r. w Trentham poślubił lady Elizabeth Sutherland-Leveson-Gower (30 maja 1824 – 25 maja 1878), córkę George’a Sutherlanda-Levesona-Gowera, 2. księcia Sutherland, i lady Harriet Howard, córki 6. hrabiego Carlisle. George i Elizabeth mieli razem pięciu synów i siedem córek:
- John George Edward Henry Douglas Sutherland Campbell (6 sierpnia 1845 – 2 maja 1914), 9. książę Argyll
- kapitan Archibald Campbell (18 grudnia 1846 – 29 marca 1913), ożenił się z Janey Callander, miał dzieci
- Walter Campbell (30 lipca 1848 – 2 maja 1889), ożenił się z Olivią Milns, miał dzieci
- Edith Campbell (7 listopada 1849 – 6 lipca 1913), żona Henry'ego Percy, 7. księcia Northumberland, miała dzieci
- Elisabeth Campbell (1850/1853 – 24 września 1896), żona podpułkownika Edward Clough-Taylora, miała dzieci
- porucznik George Granville Campbell (25 grudnia 1850 – 21 kwietnia 1915), ożenił się z Sybil Alexander, miał dzieci
- Colin Campbell (9 marca 1853 – 18 czerwca 1895)
- Victoria Campbell (22 maja 1854 – 6 lipca 1910)
- Evelyn Campbell (17 sierpnia 1855 – 22 marca 1940), żona Jamesa Baillie-Hamiltona, nie miała dzieci
- Frances Campbell (22 lutego 1858 – 25 lutego 1931), żona pułkownika Eustace'a Balfoura, miała dzieci
- Mary Emma Campbell (22 września 1859 – 22 marca 1947), żona Edwarda Glyna, miała dzieci
- Constance Harriett Campbell (11 listopada 1864 – 9 lutego 1922), żona Charlesa Emmotta, nie miała dzieci

13 sierpnia 1881 r. w Danbury Palace w hrabstwie Essex poślubił Amelię Marię Claughton (12 kwietnia 1843 – 4 stycznia 1894), córkę Thomasa Claughtona i Julii Ward, córki 10. barona Ward of Birmingham. Małżonkowie nie mieli razem dzieci.
30 lipca 1895 r. w Ripon w hrabstwie Yorkshire poślubił Idę Erskine McNeill (zm. 24 grudnia 1925), córkę Archibalda McNeilla. Małżonkowie nie mieli razem dzieci.

## Publikacje
- The Reign of Law, Strahan, Londyn, 1867 London: Strahan. (5th Ed. in 1868).
- Primeval Man: An Examination of some Recent Speculations, Routledge, Nowy Jork, 1869
- The Eastern Question, Strahan, Londyn, 1879
- The Unity of Nature, Putnam, Nowy Jork, 1884
- Scotland As It Was and As It Is, 1887
- The Unseen Foundations of Society. An Examination of the Fallacies and Failures of Economic Science Due to Neglected Elements, John Murray, Londyn, 1893
- Autobiography and Memoirs, 1906